# Сакагавея
Сакагаве́я, Сакаджаве́я (англ. Sacagawea, также Sakakawea или Sacajawea; приблизительно 1788—1812) — молодая женщина из индейского племени агайдека, относящегося к северным шошонам, проживавшего на территории, где сейчас находится штат Айдахо. Сакагавея помогла экспедиции Льюиса и Кларка в 1804—1806 годах исследовать обширные земли на американском Западе, которые тогда были только что приобретены.

## История Сакагавеи

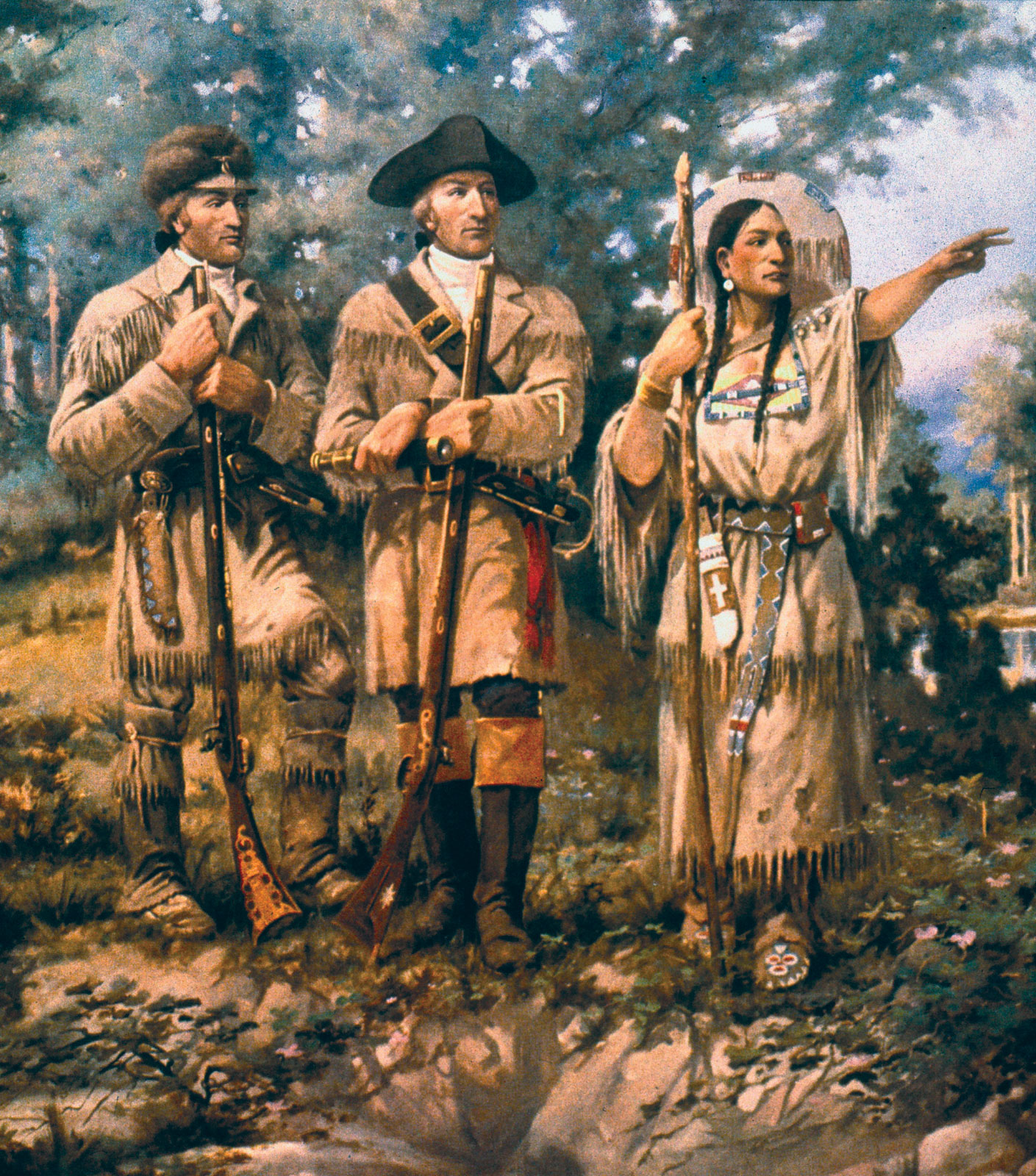
Сакагавея (справа) с Льюисом и Кларком. Мурал в Палате представителей Монтаны

Традиционная история утверждает, что Сакагавея, которая говорила на нескольких индейских диалектах, была проводником и переводчицей при общении с различными индейскими племенами. Когда экспедиция столкнулась с отрядом лемхи, она договорилась с ними, и они дали лошадей, провиант и кров, что позволило экспедиции достичь Тихого океана.
Первое упоминание Сакагавеи в дневнике М. Льюиса выглядит так:

К нам заходил француз по имени Шарбонно (Charbonneau), который говорит на языке большебрюхих, он хотел наняться и сообщил, что его две скво были из индейского племени шошонов, мы наняли его, чтобы он пошёл с нами и взял одну из своих жен для перевода с шошонского.
— 4 ноября 1804 года
Об удачной встрече с братом Сакагавеи М. Льюис пишет:

Приехал Кларк с переводчиком Шарбонно и индианкой, которая оказалась сестрой вождя Кеймехуейта. Встреча этих людей была по-настоящему трогательна, особенно между Са-ка-гар-ве-я и индианкой, которая попала в плен в одно время с ней, и потом бежала от миннетари и вернулась к своему народу.
— 17 августа 1805 года
В результате этой встречи шошоны договорились дать экспедиции в обмен лошадей и проводников для перехода через Скалистые горы.
Сакагавея действительно иногда указывала знакомые ей пути, например, 6 июля 1806 года — через перевал Гиббонса, а 13 июля 1806 года — через перевал Бозмана.
Она была переводчицей в переговорах с шошонами. Однако главным для экспедиции было просто её присутствие, так как это указывало на мирные намерения отряда. У. Кларк писал: «Индейская женщина служит свидетельством этим людям о наших дружеских намерениях, так как в этих краях женщина никогда не сопровождает боевой отряд индейцев» и «жена Шарбонно, нашего переводчика, примиряет всех индейцев, так как в наших дружеских намерениях присутствие женщины с отрядом мужчин служит символом мира».
Сохранилось мало надёжных исторических сведений о Сакагавее. Известно, что по окончании экспедиции она провела вместе с мужем Туссеном Шарбонно три года среди племени хидатсов, прежде чем принять в 1809 году приглашение Уильяма Кларка поселиться в Сент-Луисе, штат Миссури. В 1812 году она родила от Туссена дочь Лизетт, умершую в младенческом возрасте, старший же её сын Жан-Батист был фактически усыновлён Кларком, записавшим его в пансион при академии Сент-Луиса.
Существуют различные гипотезы по поводу времени смерти Сакагавеи. Согласно одним данным, она умерла в 1812 вскоре после рождения дочери от болезни в Форт-Лиза, штат Дакота. В записках Кларка, составленных в 1825—1826 годах, Сакагавея указана как уже умершая. Предания же коренных американцев, не имеющие, впрочем, документальной основы, утверждают, что в 1812 потерявшая дочь Сакагавея оставила Шарбонно, достигла Великих равнин, где вышла замуж за индейца-команча, а в 1860 году она вернулась к шошонам в Вайоминг, где и умерла в 1884 году в 95-летнем возрасте. Тем не менее, именно версия о смерти в 1812 году является основной и широко признанной историками.

## Память
- Образ Сакагавеи стал важной частью истории экспедиции Льюиса и Кларка, и в целом, всей американской истории. В начале XX века Национальная американская ассоциация суфражисток использовала её образ как символ женских способностей и независимости, установила в честь неё ряд памятников и мемориальных досок.
- Сакагавея изображена на монете в 1 доллар начиная с 2000 года выпуска по настоящее время, так называемом «долларе Сакагавеи».

## В культуре
Является персонажем нескольких романов и кинофильмов, в том числе фильмов «Ночь в музее» и «Ночь в музее 2», «Ночь в музее 3», мультсериала «Симпсоны» в эпизодах Margical History Tour и Treehouse of Horror.
В историко-приключенческом фильме Рудольфа Мате «Далекие горизонты» (1955), посвященном экспедиции Льюиса и Кларка, роль Сакагавеи исполнила Донна Рид.